# Вахигуя
Вахигуя (Уахигуя; фр. Ouahigouya) — город и городская коммуна в Буркина-Фасо.

## История
Город Вахигуя был основан в 1757 году как столица королевства Моси Ятенга. В 1825 году город был разрушен; в период с 1870 по 1890 год вновь подвергался нападениям. Во время Агашерской войны (1985 год) между Буркина-Фасо и Мали Вахигуя подвергся бомбардировкам малийских ВВС, в результате которых погибло около 100 жителей города.

## География
Город Вахигуя находится в северной части Буркина-Фасо, в 182 км к северо-западу от Уагадугу. Является главным городом Северной области и провинции Ятенга. В административном отношении город подразделяется на 15 секторов. Действующий мэр — Абдулай Сугури.

## Климат
| Показатель                    | Янв. | Фев. | Март | Апр. | Май  | Июнь | Июль  | Авг.  | Сен.  | Окт. | Нояб. | Дек. | Год   |
| ----------------------------- | ---- | ---- | ---- | ---- | ---- | ---- | ----- | ----- | ----- | ---- | ----- | ---- | ----- |
| Средний суточный максимум, °C | 32,2 | 35,3 | 38,3 | 40,5 | 39,8 | 37,0 | 33,8  | 32,4  | 33,9  | 37,2 | 36,2  | 32,9 | 35,8  |
| Средняя температура, °C       | 24,5 | 27,3 | 30,7 | 33,5 | 33,5 | 31,3 | 28,7  | 27,7  | 28,5  | 30,3 | 28,1  | 25,2 | 29,1  |
| Средний суточный минимум, °C  | 16,8 | 19,2 | 23,2 | 26,5 | 27,3 | 25,5 | 23,6  | 22,9  | 23,1  | 23,4 | 20,1  | 17,4 | 22,4  |
| Норма осадков, мм             | 0,1  | 0,0  | 1,4  | 8,8  | 33,4 | 78,7 | 153,0 | 183,4 | 103,8 | 27,0 | 1,1   | 0,1  | 590,8 |
| Источник:                     |      |      |      |      |      |      |       |       |       |      |       |      |       |

## Экономика
Экономика города основана на сельском хозяйстве. Имеется также ремесленное производство и торговля. Вблизи Уахигуа (к северу и к западу от города) имеются 2 плотины, позволяющие добиваться хороших урожаев овощей при помощи орошения. Таким способом здесь выращивают картофель, морковь, томаты, лук и тд. Тем не менее, местное сельское хозяйство, также как и в соседних районах, по-прежнему сильно зависит от количества осадков. Основой питания местного населения являются такие культуры, как просо и сорго.
В коммуне Уахигуя производится более 25% национального объема картофеля, что делает ее ведущим производителем этой культуры в стране. 
Местная промышленность представлена главным образом кожевенным производством. Вблизи города имеет место золотодобыча.

## Население
По данным на 2013 год численность населения города составляла 89 152 человека. Численность населения в городской коммуне составляет 122 677 человек (по данным переписи 2006 года). Вахигуя населён преимущественно народом моси.
Динамика численности населения города по годам:
| 1985   | 1996   | 2005   | 2006   | 2013   |
| ------ | ------ | ------ | ------ | ------ |
| 38 902 | 52 193 | 65 840 | 70 957 | 89 152 |

## Города-партнёры
- Шамбери, Франция[4][5]
- Ванс, Франция
- Ланштайн, Германия
- Декейтер, США